# Tweedoornveenwants
De tweedoornveenwants  (Pachybrachius luridus) is een wants uit de onderfamilie Rhyparochrominae en uit de familie bodemwantsen (Lygaeidae).
De onderfamilie Rhyparochrominae wordt ook weleens als een zelfstandige familie Rhyparochromidae gezien in een superfamilie Lygaeoidea. Lygaeidae is conform de indeling van bijvoorbeeld het Nederlands Soortenregister.

## Uiterlijk
De tweedoornveenwants is 4,5 tot 5,3 mm lang. Hij valt op door het in het midden ingesnoerde halsschild (pronotum). De kop, het voorste deel van het halsschild en het schildje (scutellum) zijn grijszwart. Het achterste deel van het halsschild is bruin. De punt van het schildje is soms bruin. Hij lijkt heel veel op de eendoornveenwants (Pachybrachius fracticollis). Hij verschilt door de langere beharing op het halsschild en door de dubbele rij stekels op het voorste dijbeen (De eendoornveenwants heeft één rij stekels op het voorste dijbeen). Het halsschild is ook minder langwerpig van vorm, meer vierkant. Ze zijn altijd langvleugelig (macropteer).

## Verspreiding en habitat
De soort komt voor in Europa (behalve in het Hoge Noorden en in het zuidelijk gedeelte van het Middellandse Zeegebied). Naar het oosten reikt het verspreidingsgebied tot in Siberië, China, Japan en Korea. Hij is ook naar Canada versleept. Hij leeft in vochtige gebieden, meestal in vochtige heidegebieden.

## Leefwijze
De wantsen leven in planten uit de cypergrassenfamilie (Cyperaceae), zoals wollegras (Eriophorum) en zegge (Carex), maar vooral op snavelbies (Rhynchospora). waar ze aan zowel de rijpende zaden als aan de planten zelf zuigen. De imago’s overwinteren. Ze kunnen vliegen en zijn vooral in het voorjaar actief. Paring vindt plaats van mei tot begin juni. De vrouwtjes leggen hun eieren apart in vochtige bladafval, tussen mos of in de stengels van de voedselplanten. Na zes tot acht weken, op zijn vroegst eind juli en anders in augustus verschijnt de nieuwe generatie volwassen wantsen.